# Tricia Cast

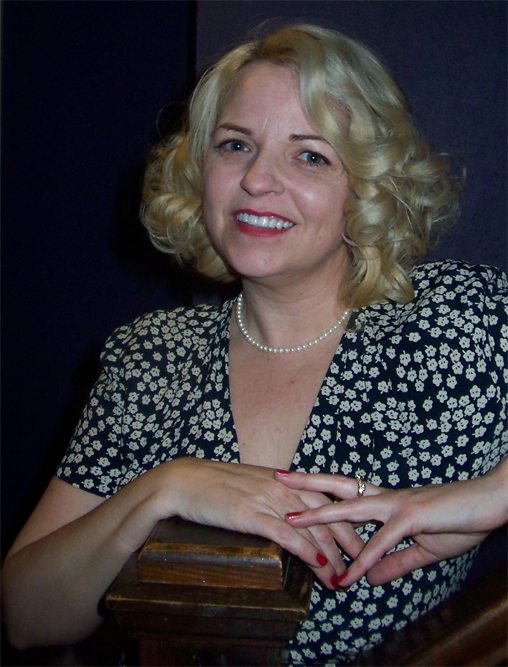
Tricia Cast 2008

Tricia Cast (* 16. November 1966 in Medford, New York) ist eine US-amerikanische Schauspielerin.

## Leben
International wurde Tricia Cast durch ihre Rolle in der Fernsehserie Die Bären sind los bekannt. Im Alter von 13 Jahren hatte sie in dieser TV-Produktion ihren ersten Auftritt. Sie startete eine Berufslaufbahn als Schauspielerin und wirkte seither häufig in Filmen und in Fernsehserien mit, meist in Gastrollen. In der Seifenoper Schatten der Leidenschaft  war sie über 20 Jahre als Nina Webster zu sehen.

## Filmografie (Auswahl)
- 1979: Stürzende Mauern (Friendships, Secrets and Lies)
- 1979–1980: Die Bären sind los (The Bad News Bears, Fernsehserie, 26 Folgen)
- 1980: Die Geister von Huxley Hall (The Ghosts of Buxley Hall, Fernsehfilm)
- 1980: Disney–Land (Disneyland, Fernsehserie, 2 Folgen)
- 1981: It’s a Living (Fernsehserie, 1 Folge)
- 1981: Unsere kleine Farm (Little House on the Prairie, Fernsehserie, 1 Folge)
- 1981–1982: CBS Afternoon Playhouse (Fernsehserie, 2 Folgen)
- 1982: Desperate Lives (Fernsehfilm)
- 1983: Night Partners (Fernsehfilm)
- 1984–1985: It’s Your Move (Fernsehserie, 18 Folgen)
- 1985: Mr. Belvedere (Fernsehserie, 1 Folge)
- 1985: California Clan (Fernsehserie, 57 Folgen)
- 1986: Simon und Simon (Simon & Simon, Fernsehserie, 1 Folge)
- 1986–2021: Schatten der Leidenschaft (The Young and the Restless, Fernsehserie, 796 Folgen)
- 1997: Eine schrecklich nette Familie (Married with Children, 1 Folge)
- 1998: Emergency Room: Die Notaufnahme (ER, Fernsehserie, 1 Folge)
- 1998: L.A. Doctors (Fernsehserie, 1 Folge)
- 1999: Chicago Hope – Endstation Hoffnung (Chicago Hope, Fernsehserie, 1 Folge)
- 2000: Puppy Love (Kurzfilm)
- 2006: Fay in the Life of Dave (Kurzfilm)
- 2007: Shudder
- 2008: The Delivery (Kurzfilm)
- 2009: Old Habits Die Hard
- 2016: Local Air (Fernsehserie)
- 2021: Death Breed